# 许南吉
许南吉（1975年8月—），浙江慈溪人，汉族。1997年10月参加工作。厦门大学法律硕士。现任鹰潭市委书记。

## 生平
1993年9月，在厦门大学法律系法学专业学习。
1997年10月，福建省政府开放办任职，由科员、处长、主任、福清市长、长乐市委书记至2019年12月福州市副市长。
2019年12月，跨省任江西宜春市长。
2021年2月，任江西赣州市长。
2021年12月，任江西鹰潭市委书记。